# Oectropsis franciscae
Oectropsis franciscae là một loài bọ cánh cứng trong họ Cerambycidae.